# Volta (fleuve)
Pour les articles homonymes, voir Volta.
La Volta est un fleuve d'Afrique de l'Ouest qui se jette dans le golfe de Guinée. Elle est formée par la confluence de la Volta Noire (aujourd'hui Mouhoun), la Volta Blanche (aujourd'hui Nakambé) et la Volta Rouge (aujourd'hui Nazinon). Ce fleuve donna autrefois son nom au pays de la Haute-Volta, avant qu'il prenne le nom de Burkina Faso en 1984.
Le lac Volta, le plus grand lac artificiel du monde, s'étend du barrage d'Akosombo au sud-est du Ghana, jusqu'à la ville de Yapei, à 520 kilomètres au nord. Ce lac produit de l'électricité, permet le transport fluvial, et est une ressource potentielle pour l'irrigation et la pisciculture.

## Hydrologie
La surface du bassin versant de la Volta est de 394 100 km2 à Senchi à 111 km de son embouchure. Son module y est de 1 106 m3/s et son débit spécifique de 2,8 L/s par km2. Le fleuve présente une période de hautes eaux en septembre et octobre et d'étiage de janvier à mai.